# Dörnle

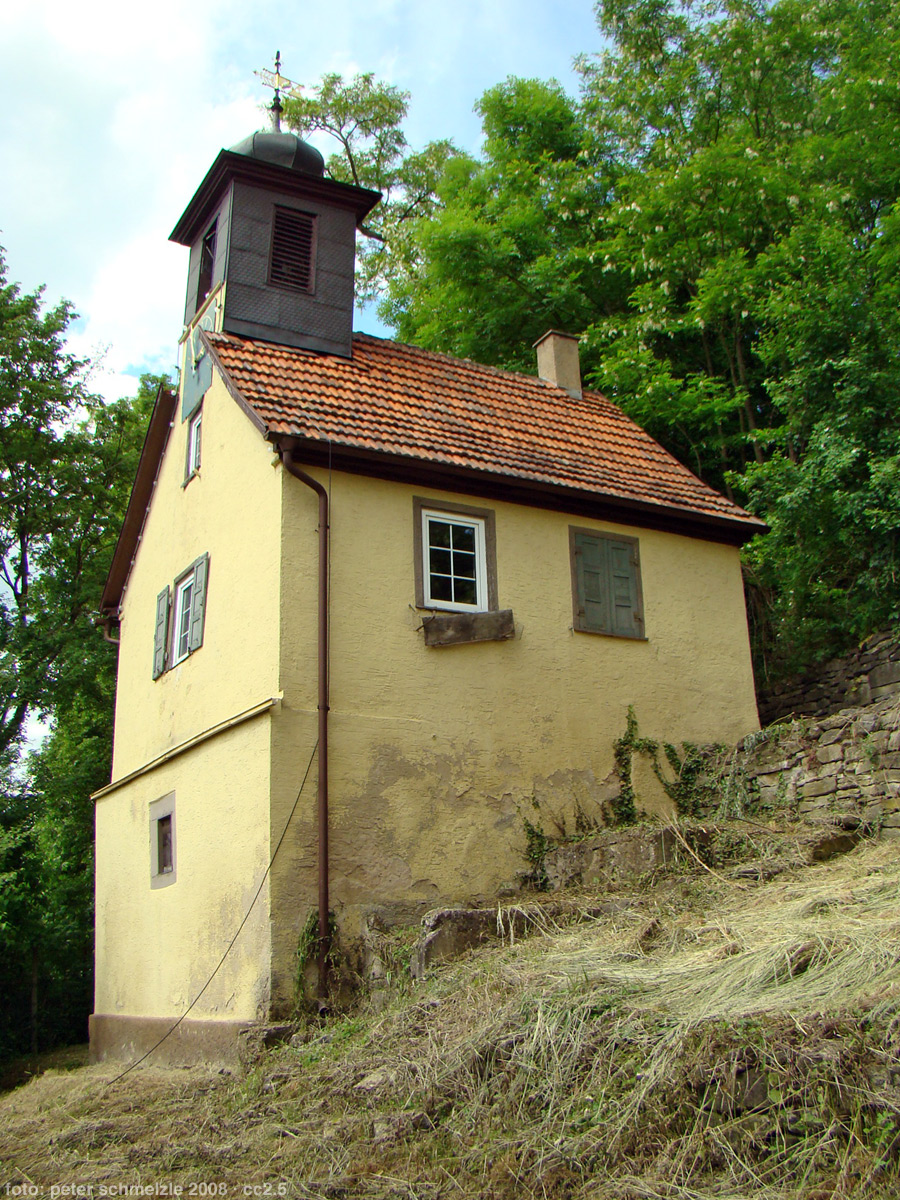
Dörnle in Widdern

Das Dörnle in Widdern im Landkreis Heilbronn ist ein 1833 errichtetes Turmwächterhaus. Das Gebäude ist ein geschütztes Kulturdenkmal gemäß § 2 des Denkmalschutzgesetzes Baden-Württemberg.

## Geschichte
Der Turm- und Feuerwächter der Stadt Widdern hatte seine Wohnung bis ins 19. Jahrhundert im alten Turm, einem Überrest der 1458 zerstörten Burg Widdern. Der Turm wurde 1833 baufällig, woraufhin der Stadtrat am 29. April 1833 den Neubau einer Turmwächterwohnung mit Uhr und Glocke wenig unterhalb des Burgstalls beschloss. Die Arbeiten wurden im August 1833 an einheimische Handwerker vergeben, und das neue Turmwächterhaus konnte schon bald darauf fertiggestellt und bezogen werden. Als Baumaterial dienten wahrscheinlich größtenteils Steine des alten Turms.
Der erste Bewohner war Heinrich Heckmann, der im Brotberuf Schneider war und im Dörnle außerdem regelmäßig die Uhr aufzuziehen und zu schmieren, von Bartholomä (24. August) bis Georgi (23. April) jeweils um 21 Uhr sowie an Sonn- und Feiertagen jeweils den zweiten und dritten Gottesdienstruf zu läuten sowie eventuell auftretende Brände dem Ortsvorsteher zu melden und auf dessen Geheiß ein Sturmzeichen zu läuten hatte. 
Das Dörnle wurde bis 1998 ununterbrochen von Wächterfamilien bewohnt, die für ihre Sonderdienste kostenloses Wohnrecht hatten. Nach dem Einbau einer elektrischen Sirene im Rathaus entfiel die Aufgabe des Sturmläutens bei Feuer, die Glocke wurde jedoch weiter bis in die jüngste Vergangenheit von Hand geläutet, ebenso blieb das Aufziehen des Uhrwerks eine der Aufgaben der Bewohner. Die alte Glocke von 1833 musste im Zweiten Weltkrieg zu Rüstungszwecken abgeliefert werden, eine neue Glocke wurde 1951 beschafft. Als die alte Uhr zu Beginn der 1990er Jahre defekt war, hat man sie 1993 durch eine funkgesteuerte elektrische Uhr ersetzt. Die Glocke wurde von der letzten Türmerin, Lina Graf, noch bis 1998 von Hand geläutet. Nachdem Frau Graf 1998 im Alter von 76 Jahren aus gesundheitlichen Gründen von dem nur über 93 Treppenstufen zu erreichenden Dörnle zu ihrer Schwester in die Hauptstraße zog, hat man 1999 das Läutwerk elektrifiziert.
Der Heimatdichter Ludwig Jehle griff in seinem Gedicht Das Glöcklein vom Dörnle eine regionale Sage auf, nach der das Glockengeläut des Dörnle einst ein „adlig Fräulein Siegelinde“ vor dem Erfrieren im Harthäuser Wald errettet habe.

## Beschreibung

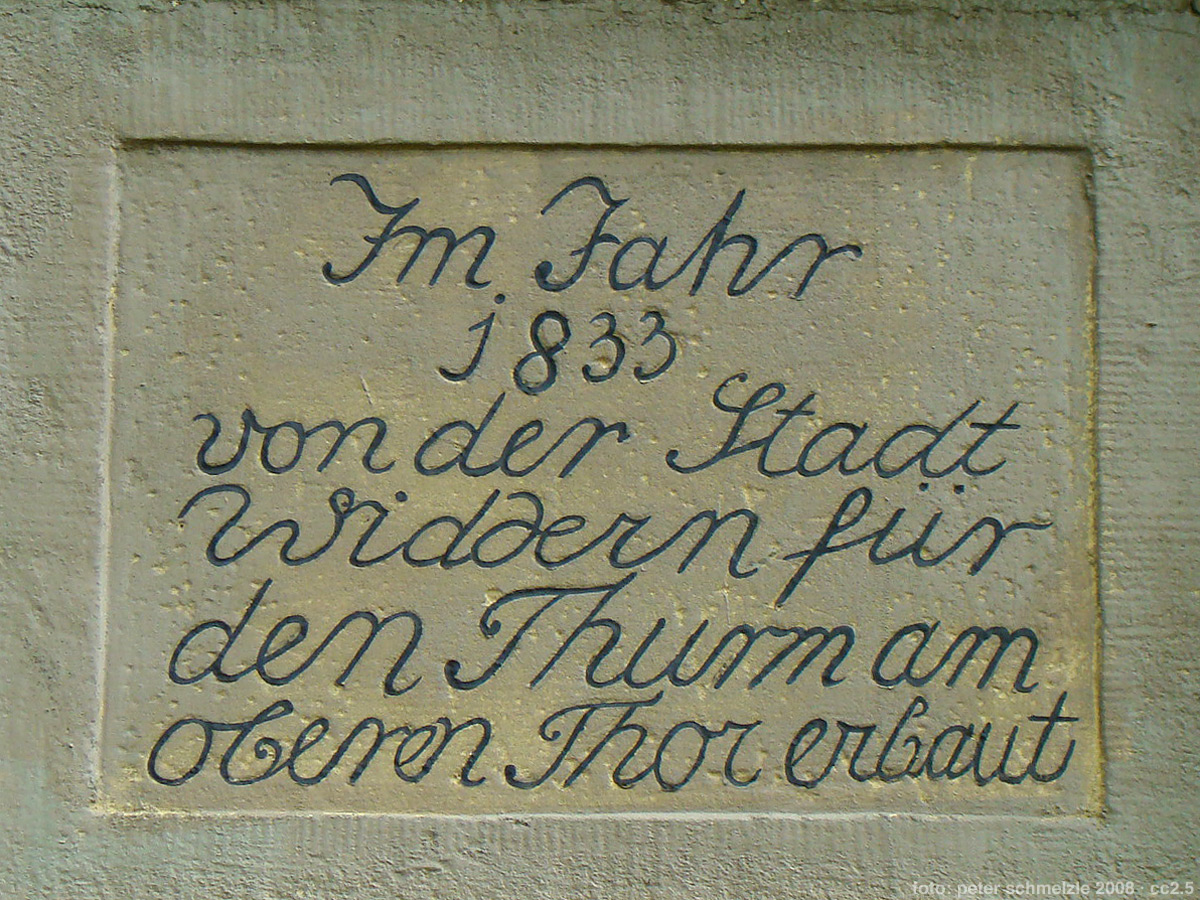
Inschriftentafel am Dörnle

Das Dörnle ist ein eingeschossiger massiver Steinbau auf nahezu quadratischem Grundriss, auf hohem, in den Hang hineingebautem Kellergeschoss, mit Satteldach und Dachreiter. In der Übergangszone vom Giebel zum Dachreiter ist eine Uhr angebracht, im Dachreiter befindet sich eine 1951 bei der Glockengießerei Bachert in Bad Friedrichshall-Kochendorf gegossene Glocke. Am Gebäude befindet sich ein Inschriftenstein mit der Inschrift Im Jahr 1833 von der Stadt Widdern für den Thurm am oberen Thor erbaut.
Die Glocke im Dachreiter, 1951 gleichzeitig mit der neuen Glocke der Liebfrauenkapelle beschafft, hat den Schlagton g‘‘ und einen Durchmesser von 52,5 cm. Sie besteht aus Bronze und trägt die Inschrift HOLDER FRIEDE SÜSSE EINTRACHT WEILET WEILET FREUNDLICH ÜBER DIESER STADT. STADT WIDDERN / JAGST M.S. Die Glocke ist zudem mit einem Fries aus Tannenzapfen, Ähren und Blumen geschmückt.